# Promocja krzyżowa
Promocja krzyżowa, cross-promocja (ang. cross-promotion) – rodzaj techniki promocyjnej prowadzonej przez dwa podmioty, wzajemnie reklamujące swoje produkty.
Technika często stosowana w stacjach telewizyjnych, radiowych, bądź gazetach należących do jednego właściciela.